# Cametours
Cametours est une commune française, située dans le département de la Manche en région Normandie, peuplée de 435 habitants.

## Géographie
Cametours est une commune située en plein cœur du bocage normand.
C'est à Cametours que le Lozon prend sa source.
| Le Lorey                          | Le Lorey, Marigny-le-Lozon (comm. dél. de Marigny) | Marigny-le-Lozon (comm. dél. de Marigny), Carantilly |
| Savigny                           | Cametours                                          | Carantilly                                           |
| Montpinchon (sur quelques mètres) | Cerisy-la-Salle                                    | Carantilly, Cerisy-la-Salle                          |

### Hydrographie
La commune est située dans le bassin Seine-Normandie. Elle est drainée par la Terrette, le Lozon, le ruisseau de la Jusseliere, le ruisseau du Pont Sohier et le fossé 11 de la Fosse,.
La Terrette, d'une longueur de 29 km, prend sa source dans la commune de Cerisy-la-Salle et se jette dans la Taute en limite de Tribehou et de Graignes-Mesnil-Angot, après avoir traversé 13 communes. 

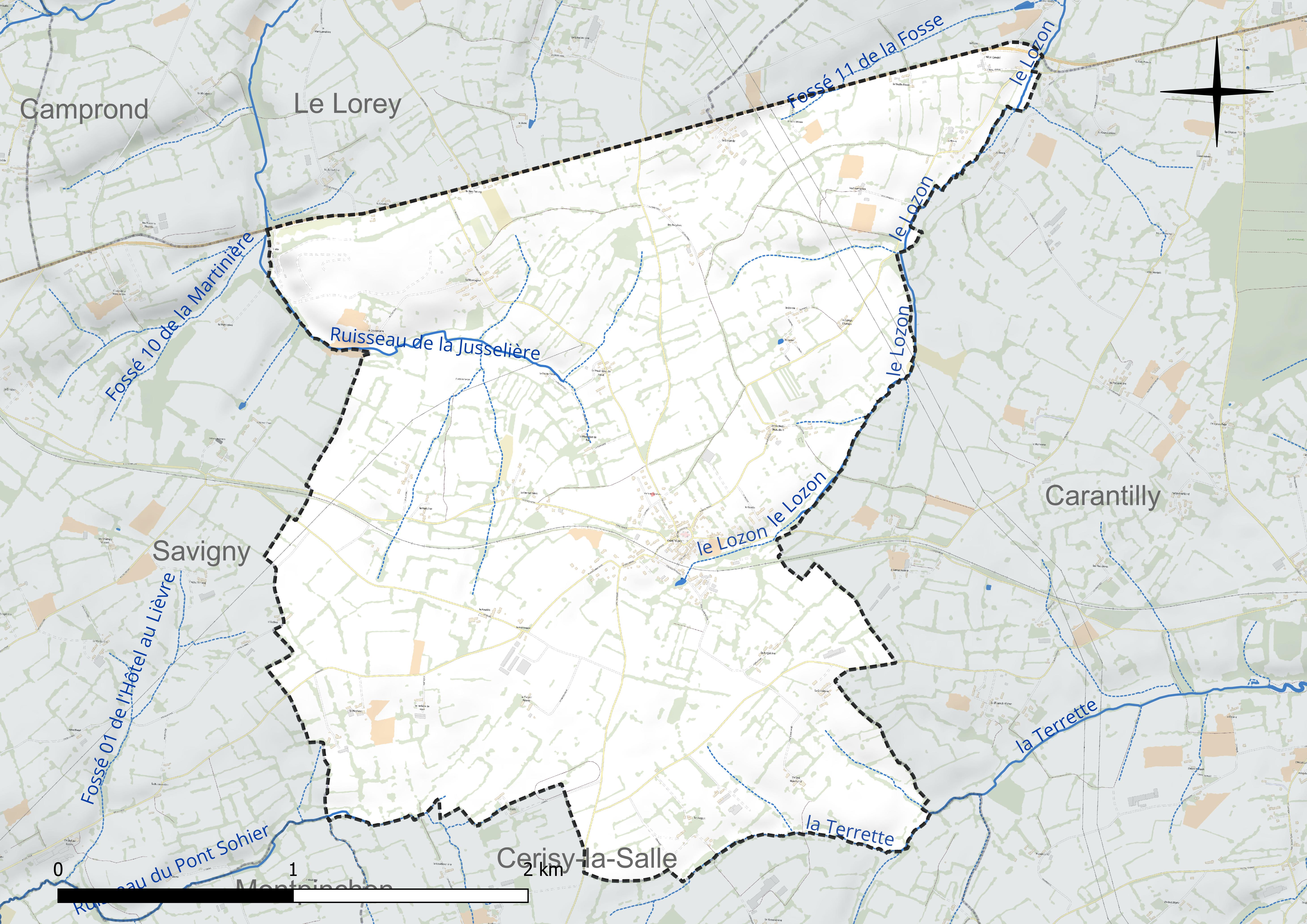
Réseau hydrographique de Cametours.

Le Lozon, d'une longueur de 25 km, prend sa source dans la commune et se jette dans la Taute en limite de Marchésieux et de Tribehou, après avoir traversé dix communes. 

### Climat
Pour des articles plus généraux, voir Climat de la Normandie et Climat de la Manche.
En 2010, le climat de la commune est de type climat océanique franc, selon une étude du CNRS s'appuyant sur une série de données couvrant la période 1971-2000. En 2020, Météo-France publie une typologie des climats de la France métropolitaine dans laquelle la commune est exposée à un climat océanique et est dans la région climatique  Normandie (Cotentin, Orne), caractérisée par une pluviométrie relativement élevée (850 mm/a) et un été frais (15,5 °C) et venté. Parallèlement le GIEC normand, un groupe régional d’experts sur le climat, différencie quant à lui, dans une étude de 2020, trois grands types de climats pour la région Normandie, nuancés à une échelle plus fine par les facteurs géographiques locaux. La commune est, selon ce zonage, exposée à un « climat maritime », correspondant au Cotentin et à l'ouest du département de la Manche, frais, humide et pluvieux, où les contrastes pluviométrique et thermique sont parfois très prononcés en quelques kilomètres quand le relief est marqué.
Pour la période 1971-2000, la température annuelle moyenne est de 10,7 °C, avec une amplitude thermique annuelle de 11,9 °C. Le cumul annuel moyen de précipitations est de 1 082 mm, avec 14,8 jours de précipitations en janvier et 8,9 jours en juillet. Pour la période 1991-2020, la température moyenne annuelle observée sur la station météorologique la plus proche, située sur la commune de Cerisy-la-Salle à 5 km à vol d'oiseau, est de 11,5 °C et le cumul annuel moyen de précipitations est de 1 112,5 mm,. Pour l'avenir, les paramètres climatiques de la commune estimés pour 2050 selon différents scénarios d’émission de gaz à effet de serre sont consultables sur un site dédié publié par Météo-France en novembre 2022.

## Urbanisme

### Typologie
Au 1er janvier 2024, Cametours est catégorisée commune rurale à habitat dispersé, selon la nouvelle grille communale de densité à sept niveaux définie par l'Insee en 2022.
Elle est située hors unité urbaine. Par ailleurs la commune fait partie de l'aire d'attraction de Saint-Lô, dont elle est une commune de la couronne,. Cette aire, qui regroupe 63 communes, est catégorisée dans les aires de 50 000 à moins de 200 000 habitants,.

### Occupation des sols
L'occupation des sols de la commune, telle qu'elle ressort de la base de données européenne d’occupation biophysique des sols Corine Land Cover (CLC), est marquée par l'importance des territoires agricoles (96,6 % en 2018), une proportion sensiblement équivalente à celle de 1990 (96,5 %). La répartition détaillée en 2018 est la suivante : prairies (81,8 %), zones agricoles hétérogènes (9,3 %), terres arables (5,4 %), zones urbanisées (3,4 %). L'évolution de l’occupation des sols de la commune et de ses infrastructures peut être observée sur les différentes représentations cartographiques du territoire : la carte de Cassini (XVIIIe siècle), la carte d'état-major (1820-1866) et les cartes ou photos aériennes de l'IGN pour la période actuelle (1950 à aujourd'hui).

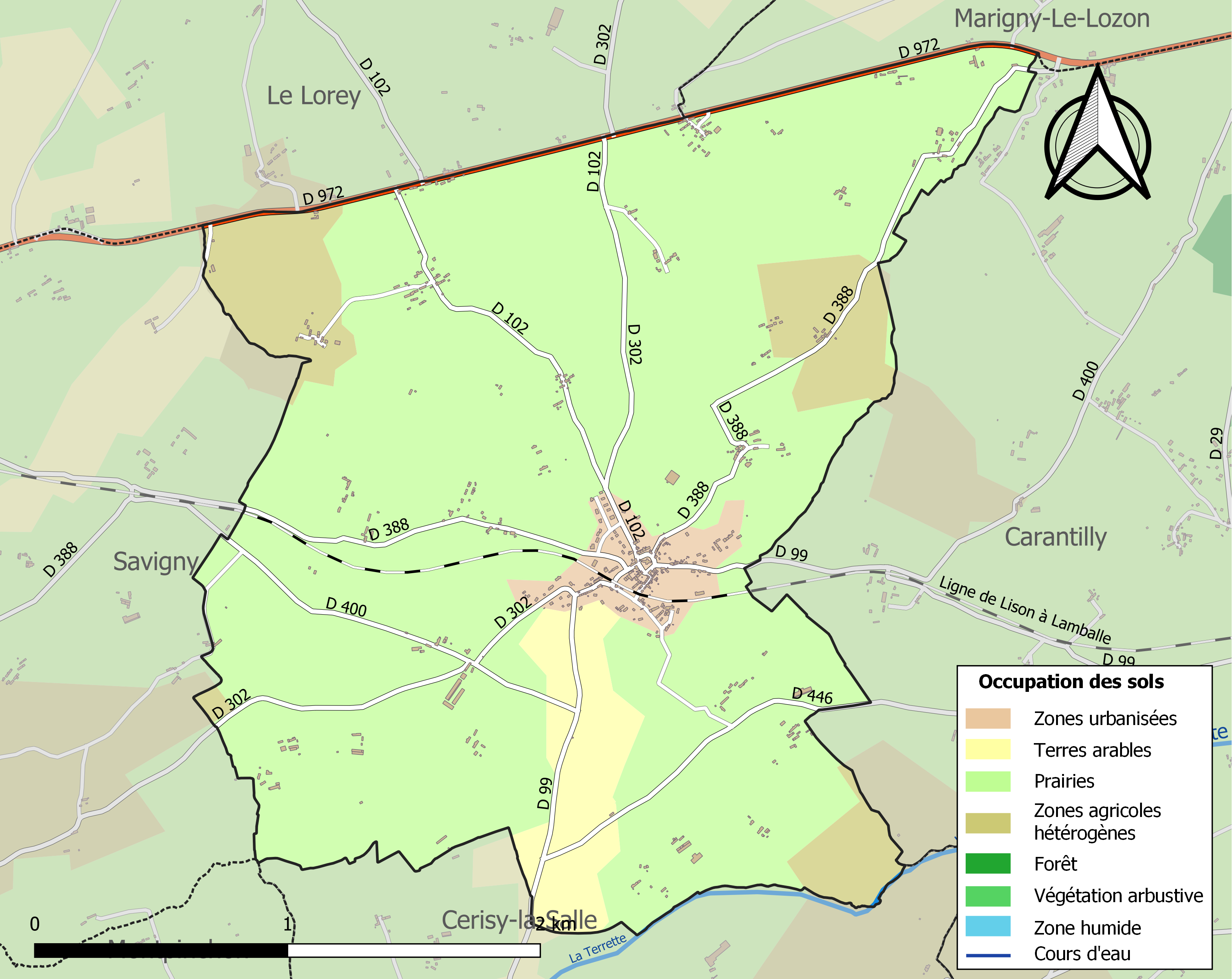
Carte des infrastructures et de l'occupation des sols de la commune en 2018 (CLC).

## Toponymie
Le nom de la localité est attesté sous les formes Campo motos en 1216,, Cammotos en 1231,, Campo motoso vers 1280,, Camotous en 1326,, Camotours en 1391,, Campmotours 1491 et Campus motosus sans date.
Il s'agit d'une formation toponymique médiévale en Camp- forme normande septentrionale, au nord de la ligne Joret correspondant au français Champ- de sens transparent,,. Le second élément est l'adjectif motteux « couvert de mottes » dont le traitement phonétique motous est caractéristique de l'ouest du domaine d'oïl, dont la Normandie occidentale (cf. anglais -ous issu de l'anglo-normand). L'altération en -our est sans doute liée à l'analogie avec les noms en -tour(p) fréquent dans la Manche.
Homonymie avec Champmotteux (Essonne) et Champmotteux (Baux de Breteuil, Eure), de type francien.
Remarque : Albert Dauzat et Charles Rostaing qui ne connaissaient pas de forme ancienne, ont voulu voir un toponyme normannique en -tourp, basé sur le vieux norrois þorp « groupe de fermes isolées, hameau » devenu tourp dans la Manche cf. Clitourps et -tours dans Guénétours (Guenestorp 1170).
Le gentilé est Cametourais.

## Histoire
En 1231, Guillaume III de Soule (ou Soulle), seigneur de Cametours, donna le patronage de l'église à l'évêque de Coutances, Hugues de Morville, qui la redonna à l'hôtel-Dieu de Coutances.
En 1782, Léonor de Mons était seigneur du village.
Cametours était un village composé de nombreux tisserands au début du XXe siècle. Cette activité a laissé son nom à l'auberge des Tisserands, qui appartient à la commune.
L'affaire criminelle Émile Lerendu s'est déroulée dans la commune et fut jugée par la cour d'assises de la Manche le 11 juin 1920.

## Politique et administration
| Période                                  | Période  | Identité                     | Étiquette | Qualité            |
| ---------------------------------------- | -------- | ---------------------------- | --------- | ------------------ |
|                                          |          | Bon Blanchard                |           |                    |
| 1795                                     | 1797     | Gilles Osouf                 |           |                    |
| 1797                                     | 1798     | Charles Le Jolivet           |           |                    |
| 1798                                     | 1800     | Jean Julien Blanchard        |           |                    |
| 1800                                     | 1805     | Pierre Hélaine               |           |                    |
| 1805                                     | 1826     | Pierre Levallois             |           |                    |
| 1826                                     | 1852     | Jean François Blanchard      |           |                    |
| 1852                                     | 1882     | Prosper Martial Lechevallier |           |                    |
| 1882                                     | 1887     | Isidore François Lejolivet   |           |                    |
| 1887                                     | 1901     | Ismaël Armand Levallois      |           |                    |
| 1901                                     | 1908     | Aimable Fossey               |           |                    |
| 1908                                     | 1932     | Jean-Pierre Hinard           |           |                    |
| 1932                                     | 1938     | Aimable Cauchard             |           |                    |
| 1938                                     | 1945     | Henri Blanchard              |           |                    |
| 1945                                     | 1947     | Émile Levionnois             |           |                    |
| 1947                                     | 1965     | Albert Périer                |           |                    |
| 1965                                     | 1977     | Henry Lavalley               |           |                    |
| 1977                                     | 1989     | Guy Yvon                     |           |                    |
| 1989                                     | mai 2020 | Yves Louaintier              | SE        | Cuisinier          |
| mai 2020                                 | En cours | Claude Lefèvre               | SE        | Militaire retraité |
| Les données manquantes sont à compléter. |          |                              |           |                    |

Le conseil municipal est composé de onze membres dont le maire et deux adjoints.

## Démographie
L'évolution du nombre d'habitants est connue à travers les recensements de la population effectués dans la commune depuis 1793. Pour les communes de moins de 10 000 habitants, une enquête de recensement portant sur toute la population est réalisée tous les cinq ans, les populations de référence des années intermédiaires étant quant à elles estimées par interpolation ou extrapolation. Pour la commune, le premier recensement exhaustif entrant dans le cadre du nouveau dispositif a été réalisé en 2006.
En 2022, la commune comptait 435 habitants, en évolution de +1,16 % par rapport à 2016 (Manche : −0,31 %, France hors Mayotte : +2,11 %).
Cametours a compté jusqu'à 1 441 habitants en 1806.
| 1793  | 1800  | 1806  | 1821  | 1831  | 1836  | 1841  | 1846  | 1851  |
| ----- | ----- | ----- | ----- | ----- | ----- | ----- | ----- | ----- |
| 1 383 | 1 338 | 1 441 | 1 439 | 1 264 | 1 313 | 1 260 | 1 206 | 1 114 |

| 1856  | 1861  | 1866  | 1872 | 1876 | 1881 | 1886 | 1891 | 1896 |
| ----- | ----- | ----- | ---- | ---- | ---- | ---- | ---- | ---- |
| 1 095 | 1 068 | 1 011 | 923  | 893  | 862  | 786  | 753  | 687  |

| 1901 | 1906 | 1911 | 1921 | 1926 | 1931 | 1936 | 1946 | 1954 |
| ---- | ---- | ---- | ---- | ---- | ---- | ---- | ---- | ---- |
| 659  | 642  | 644  | 557  | 540  | 558  | 527  | 526  | 495  |

| 1962 | 1968 | 1975 | 1982 | 1990 | 1999 | 2006 | 2011 | 2016 |
| ---- | ---- | ---- | ---- | ---- | ---- | ---- | ---- | ---- |
| 505  | 464  | 387  | 366  | 330  | 377  | 405  | 417  | 430  |

| 2021 | 2022 | - | - | - | - | - | - | - |
| ---- | ---- | - | - | - | - | - | - | - |
| 430  | 435  | - | - | - | - | - | - | - |

## Économie
Au XIXe siècle, Cametours était un centre de tissage de toile très important avec 144 tisserands et 169 fileuses et dévideuses en 1831. C'est Charles Vallée-Lerond (1797-1839), né à Troisgots, industriel du textile installé à Rouen, qui développa à Cametours la production de tissus de coton.
Cametours est notamment le berceau historique et l'une des implantations de la société de transport de fret James International.
La commune accueille la carrière du Fût, créée au XIXe siècle pour alimenter la fabrication de la ligne de chemin de fer Lison-Lamballe. Propriété de la société Colas, elle est toujours exploitée pour son grès quartzeux gris bleuté.
Les cidres Lemasson sont implantés sur la commune.

## Lieux et monuments

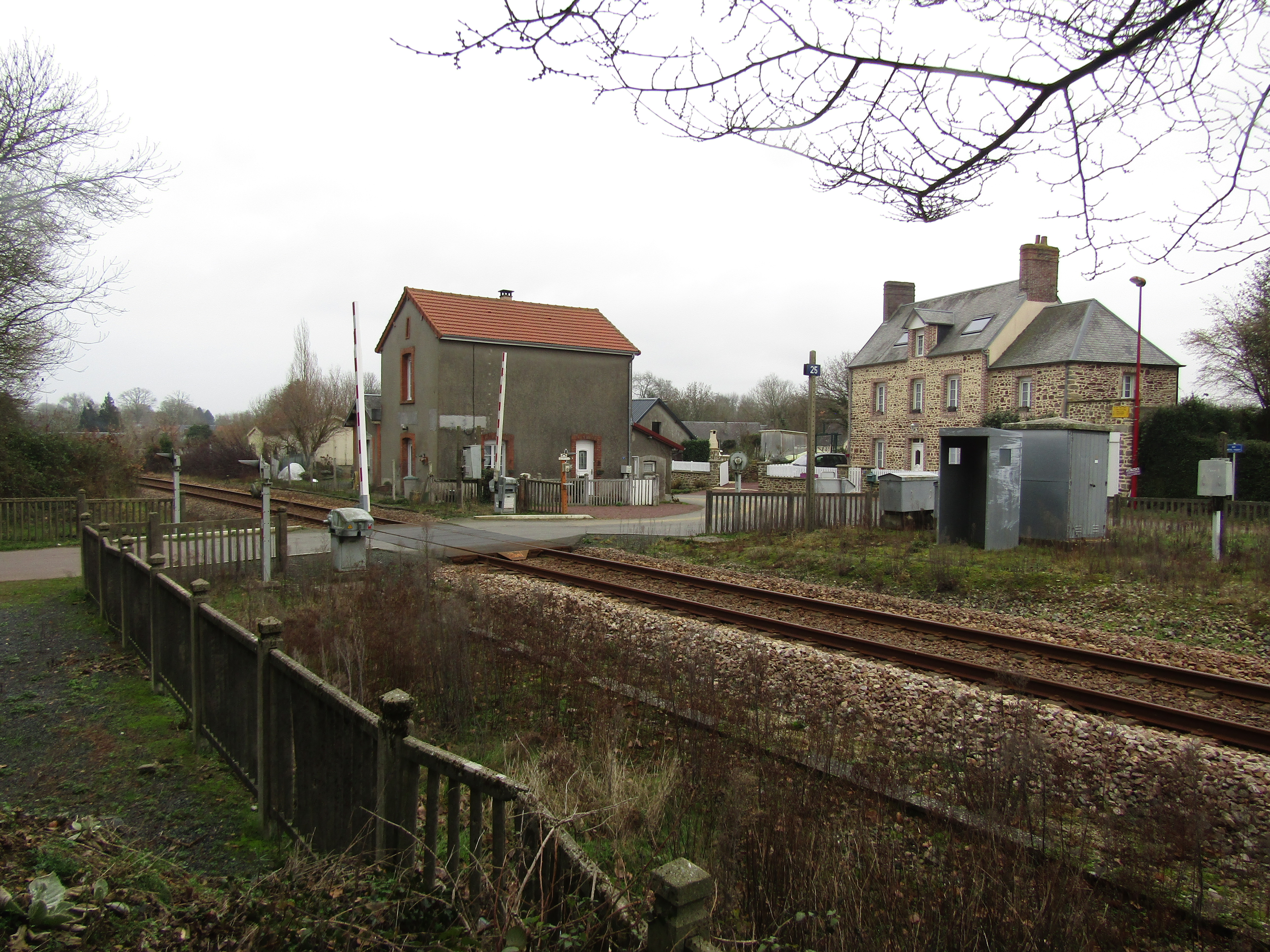
L'ancienne gare en 2019.

- Église Notre-Dame (XIXe et XXe siècles). Elle abrite une Vierge à l'Enfant assise du XIIIe classée au titre objet aux monuments historiques[35], ainsi qu'un bas-relief à la gloire des saints de la France chrétienne (XIXe), une verrière (XXe) de Mauméjean[23], une pierre tombale datée de 1729 scellée dans le mur du chœur et des fonts baptismaux anciens[24].
- Château (XIXe siècle).
- Communs de la Herlière (XVIe – XIXe siècles).
- Hôtel Besnardin.
- Calvaire (XIXe), croix de cimetière (XVIIe).

## Activité et manifestations
- Brocante en mai.
- Concours de pétanque en juin
- Méchoui en juillet.
- Apéro concert en août
- Arbre de Noël communal en décembre.
- Tournoi de palet coutançais.